# حرب (كتاب)
حرب كتاب من تأليف الصحفي الاستقصائي الأمريكي بوب ودورد نشرته دار الطباعة والنشر سايمون وشوستر في 15 أكتوبر 2024. ويتناول الكتاب إجمالاً ثلاثة مواضيع رئيسية هي: الحرب الأوكرانية، وحرب غزة، وكذلك حرب سباق الانتخابات الرئاسية الأمريكية.

## الأجزاء
1. كتاب الحرب يؤكد: 7 أكتوبر أكبر فشل استخباراتي
2. الكذاب نتنياهو
3. بلينكن والقادة العرب
4. التنسيق المذهل
5. أوكرانيا.. في طريق الحرب
6. الصراع على الرئاسة الأمريكية

## الموضوع

### بلينكن والقادة العرب
يحتوي الكتاب مجموعة من التحقيقات والتصريحات داخل البيت الأبيض، وتصريحات القادة العرب لوزير الخارجية الأمريكية أنتوني بلينكن بعد هجوم حركة حماس على الكيان المحتل بعد السابع من أكتوبر في عملية طوفان الأقصى. وبحسب وودوارد، تضمنت هذه اللقاءات مطالبات من بعض هؤلاء القادة بتدمير حركة حماس، مشيرين إلى ارتباطها التاريخي بجماعة الإخوان المسلمين.
حيث قال عبد الله ملك الأردن دعمت إسرائيل حماس لسنوات وكانت عشرات الملايين تتدفق... ويجب عليها أن تهزم حماس لن أقول ذلك علنا، كان ينبغي عليهم التعامل مع السلطة الفلسطينية والعمل معهم.
قال فيصل بن فرحان آل سعود لبلينكن كان على إسرائيل أن لا تأمن لحماس، وقد حذرنا نتنياهو من ذلك مرارًا، فحماس هي جماعة الإخوان المسلمين، ثم واصل وزير الخارجية السعودي قوله الجماعات الإرهابية لا تحاول القضاء على إسرائيل فقط، بل تريد الإطاحة بزعماء عرب آخرين، ونحن قلقون من تداعيات ما تقوم به إسرائيل في غزة على أمننا جميعًا، وما سيأتي بعد حماس قد يكون أسوأ، فداعش جاءت بعد القاعدة وهي أسوأ منها.
وفي 14 أكتوبر 2023 زار بلينكن أبوظبي للقاء رئيس الإمارات محمد بن زايد آل نهيان، والذي أصر على عدم إيقاف الحرب حتى استئصال حماس في غزة.
وقال لبلينكن يجب القضاء على حماس، لقد حذرنا إسرائيل مرارًا من أن حماس هي جماعة الإخوان المسلمين، يمكننا أن نمنح إسرائيل المساحة والوقت للقضاء على حماس، لكن يجب على إسرائيل أن تساعدنا أيضًا من خلال السماح بدخول المساعدات الإنسانية وإنشاء مناطق آمنة للتأكد من عدم قتل المدنيين، بجانب السيطرة على عنف المستوطنين في الضفة الغربية.
وفي صباح يوم 15 أكتوبر 2023 قابل محمد بن سلمان بلينكن وقال له أريد فقط أن تختفي المشكلات التي أحدثها السابع من أكتوبر. وعندما سأله بلينكن عن التطبيع، أخبره ابن سلمان أن التطبيع لم يمت، لكنه لا يستطيع المضي قدمًا في الوقت الحالي.
وفي رسالة موجزة من عباس كامل لوزير الخارجية الأمريكي، والتي أخبره أن ينقلها إلى نتنياهو، نصح قائلًا يجب على إسرائيل أن لا تدخل غزة بريًا دفعة واحدة، بل على مراحل، وأن تنتظر حتى يخرج قادة حماس من جحورهم، وعندها يقطعوا رقابهم.، وأدرك بلينكن وفريقه أن كامل لم يكن يمزح، وبالفعل نقل معلومات أنفاق غزة ورسالة كامل إلى نتنياهو.